# Woah Dad!
Woah Dad! är ett svenskt skivbolag, grundat i Göteborg hösten 2014.
Bakom det fristående musikbolaget Woah Dad! står Joel Borg, Isse Samie, Niklas Lundell och Klas Lunding. Bland deras artister finns Håkan Hellström, Henrik Berggren, Bob Hund, Mouthe, Esther Vallée, Gina-Lee, INVSN, Vita Bergen, Dolores Haze, Maria Andersson, The Tarantula Waltz, Livet På Faktura, Ruby Empress, The Sounds med flera.

## Bakgrund
Woah Dad! grundades i Göteborg hösten 2014 av Joel Borg, Isse Samie, Niklas Lundell och Klas Lunding, som alla har en lång bakgrund inom musikbranschen. 
Joel Borg startade fanzinet Denimzine som sedan utvecklades till att bli en av Skandinaviens största musiktidningar. Bland artister som intervjuats är Roky Erickson, MGMT, The Black Lips, Vampire Weekend och Queens Of The Stone Age. 
Isse Samie kom från Universal som A&R. Innan dess var han talangscout på Dolores Recordings och har bland annat jobbat med stornamn som The Soundtrack of Our Lives, GOAT, Lykke Li, Deportees, Nicole Sabouné.
Niklas Lundell, var med och byggde upp Stockholmsklubben Trädgården.
Klas Lunding, är en pionjär inom den svenska musikindustrin och har varit med och startat skivbolag som Stranded Records (1979), Telegram Records (1988) och Dolores Records (1997) ihop med kollegan Isse Samie. Bland artisterna han jobbat med finns Titiyo, Rob'n'Raz, Leila K, Caesars och Broder Daniel.
Tillsammans har de skapat musikhuset Woah Dad! som är ett mångfacetterat skivbolag med målet att omdefiniera musikbranschen. Inom huset ryms gängets gemensamma kompetenser och erfarenheter, och de har liknat sitt artiststall vid en familj där alla medlemmar är lika viktiga. Utöver att vara ett skivbolag innefattar Woah Dad! även management, event-produktion, PR-strategi, affärsutveckling och music curation - men erbjudandet är under konstant utveckling. Woah Dad! driver även en egen webbshop.
I november 2017 Woah Dad förvärvat rättigheter tillhörande Stina Nordenstam, Håkan Hellström, Estelle, Ziggy Marley, The Sounds, Caesars, Coal Chamber, Soul Coughing, Sick of It All, Serj Tankian, och Ron Wood från Warner Music Group.
1 mars 2018 registrerade Woah Dad varumärket Smash Fest som är ett musikevent, som ordnades för första gången 2018, och lockade då 18 500 besökare till Sjöhistoriska då Lil Pump och Post Malone båda spelade. Under 2019 arrangerades två dagars hiphopfestival på Stockholm Stadion med bl.a. A$AP Rocky, (som sedan blev dömd för misshandel i Stockholm efter konserten) Migos och Kodak Black, svensk hiphops nya affischnamn Z.E. 17 augusti 2019 arrangerades även Smash fest vid Sjöhistoriska, denna gång med Robyn som affischnamn och lockande 22 000 besökare. En spelning som var artistens enda på svensk mark den sommaren. Ett arrangemang som fick mycket kritik från besökarna. En av besökarna krävde att Woah Dad skulle återbetala biljettpriset eftersom arrangemanget inte överensstämde med vad som utlovats och tog ärendet till Allmänna reklamationsnämnden (ARN) med hjälp av sitt juridiska ombud Johan Stanler. ARN ansåg att det förekommit brister i arrangemanget och att ett prisavdrag om 300 kr därför borde utgå. Johan Stanler uppgav i Aftonbladet att Woah Dad sedermera återbetalade nämnt belopp till besökaren.

## Diskografi (urval)[11]
- Håkan Hellström "Håkan Boma Ye" (2014)[12]
- Swedish Tiger Sound "Grrr" (2015)[13]
- The Tarantula Walz "Lynx" (2015)[14]
- Dolores Haze "The Haze Is Forever" (2015)[15]
- Jonas Bergsten "Ska Vinna En Miljon Inatt" (2015)[16]
- Vita Bergen "Disconnection" (2015)[17]
- Nicole Sabouné "Miman" (2015)[18]
- Various "I Am Drum" (2015)[19]
- Bob Hund "Brooklyn Salsa" (2016)[20]
- Hashish "A Product Of Hashish" (2016)[21]
- Håkan Hellström "1974" (2016)[22]
- Björn Famne "Björn Famne" (2016)[23]
- Maria Andersson "Succession" (2016)[24]
- Silvana Imam "Naturkraft" (2016)[25]
- Bob Hund "Dödliga Klassiker" (2016)[26]
- Håkan Hellström "Du Gamla Du Fria" (2016)[27]
- Andreas Mattsson "Solnedgången" (2016)[28]
- The Tarantula Waltz "Blue As In Bliss" (2017)[29]
- INVSN "The Beautiful Stories" (2017)[30]
- Erik Lundin "Välkommen Hem Suedi" (2017)[31]
- Allein "Stabwounds" (2017) [32]
- Henrik Berggren "Wolf's Heart" (2017) [33]